# Morris (town, New York)
Pour les articles homonymes, voir Morris.
Morris est une ville du comté d'Otsego, dans l'État de New York, aux États-Unis,. En 2000, elle comptait 1une population de 1 878 habitants.

## Démographie
Lors du recensement de 2000, la ville comptait une population de 1 878 habitants, tandis qu'en 2016, elle est estimée à 1 791 habitants.